# A Girl Called Dusty
| Оценки критиков               | Оценки критиков |
| Источник                      | Оценка          |
| ----------------------------- | --------------- |
| AllMusic                      | [ 1 ]           |
| Encyclopedia of Popular Music | [ 2 ]           |

A Girl Called Dusty — дебютный студийный альбом британской певицы Дасти Спрингфилд, выпущенный 17 апреля 1964 года на лейбле Philips Records.

## Отзывы критиков
Брюс Эдер из AllMusic дал альбому три звезды из пяти, заявив, что если бы Дасти Спрингфилд вообще больше не делала записей, она всё равно стала бы легендой только благодаря этому альбому. В издании Encyclopedia of Popular Music альбому поставили высший балл — пять звёзд. В 2005 году альбом был включён в альманах «Тысяча и один музыкальный альбом, который стоит прослушать, прежде чем вы умрёте».

## Список композиций
| №  | Название                                          | Автор(ы)                                  | Длительность |
| -- | ------------------------------------------------- | ----------------------------------------- | ------------ |
| 1. | «Mama Said»                                       | Лютер Диксон, Вилли Денсон                | 2:05         |
| 2. | «You Don’t Own Me»                                | Джон Медора, Дэвид Уайт                   | 2:26         |
| 3. | «Do Re Mi»                                        | Эрл Кинг                                  | 2:20         |
| 4. | «When The Lovelight Starts Shining Thru His Eyes» | Ламон Дозье, Брайан Холланд, Эдди Холланд | 2:53         |
| 5. | «My Colouring Book»                               | Фред Эбб, Джон Кандер                     | 3:01         |
| 6. | «Mockingbird»                                     | Инес Фокс, Чарли Фокс                     | 2:33         |

| №  | Название                       | Автор(ы)                                      | Длительность |
| -- | ------------------------------ | --------------------------------------------- | ------------ |
| 1. | «Twenty-Four Hours From Tulsa» | Берт Бакарак, Хэл Дэвис                       | 3:01         |
| 2. | «Nothing»                      | Фрэнк Августус, Боб Элджин, Кларенс Льюис мл. | 2:07         |
| 3. | «Anyone Who Had A Heart»       | Берт Бакарак, Хэл Дэвис                       | 2:52         |
| 4. | «Will You Love Me Tomorrow»    | Джерри Гоффин, Кэрол Кинг                     | 2:40         |
| 5. | «Wishin’ And Hopin’»           | Берт Бакарак, Хэл Дэвис                       | 2:53         |
| 6. | «Don’t You Know»               | Рэй Чарльз                                    | 2:39         |

## Чарты
| Чарт (1964)                      | Высшая позиция |
| -------------------------------- | -------------- |
| Великобритания (UK Albums Chart) | 6              |